# Північно-Ісландська течія
Північно-Ісландська течія — глибинна течія, що прямує континентальним схилом Ісландії, на захід від крайньої півночі Ісландії, потім на південний захід між Гренландією та Ісландією на глибині близько 600 метрів. Ширина течії близько 12 миль і може транспортувати понад мільйона м³ води на секунду. Відкрита в 2004 році.
Північно-Ісландська течія є складовою Північно-Атлантичного виру, що у свою чергу є складовою «великого океанського конвеєру», що є критично важливим для регулювання клімату Землі.
Як частина термообігу планети між циркуляцією океану та кліматом, цей конвеєр переносить теплу поверхневу воду від тропічної Атлантики до Арктики. У процесі, вода зігріває повітря у високих широтах, потім охолоджується, занурюється і повертається до екватора як глибоководна течія.